# Yoshida Yuji
Yoshida Yuji (sinh ngày 22 tháng 4 năm 2002) là một cầu thủ bóng đá người Nhật Bản.

## Sự nghiệp câu lạc bộ
Yoshida Yuji hiện đang chơi cho Cerezo Osaka.